# Wyoming (hrabstwo Iowa)
Wyoming – miasto w Stanach Zjednoczonych, w stanie Wisconsin, w hrabstwie Iowa.